# Blizonje
Blizonje (em cirílico: Близоње) é uma vila da Sérvia localizada no município de Valjevo, pertencente ao distrito de Kolubara. A sua população era de 293 habitantes segundo o censo de 2011.

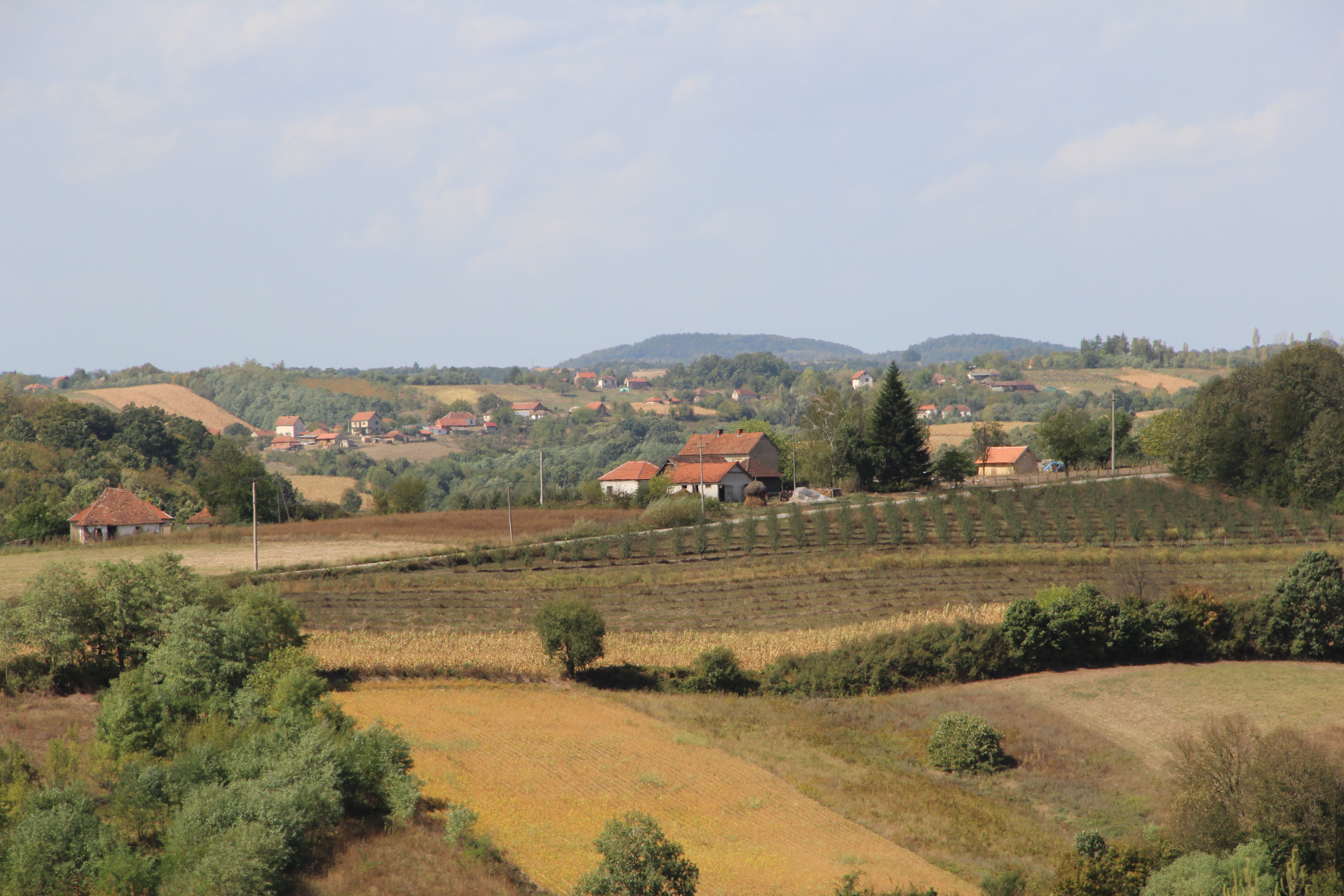
Blizonje - Panorama
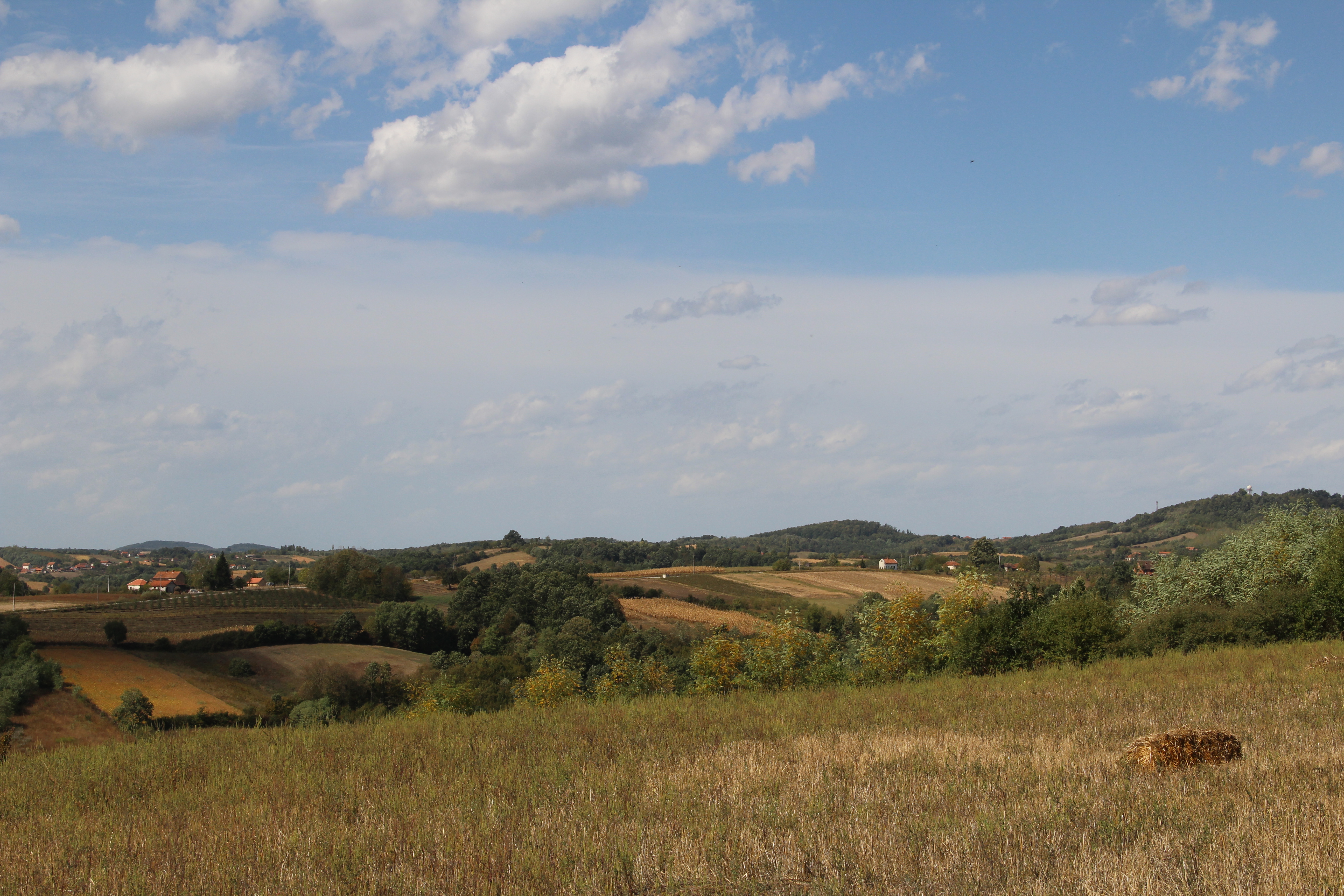
Blizonje - Panorama
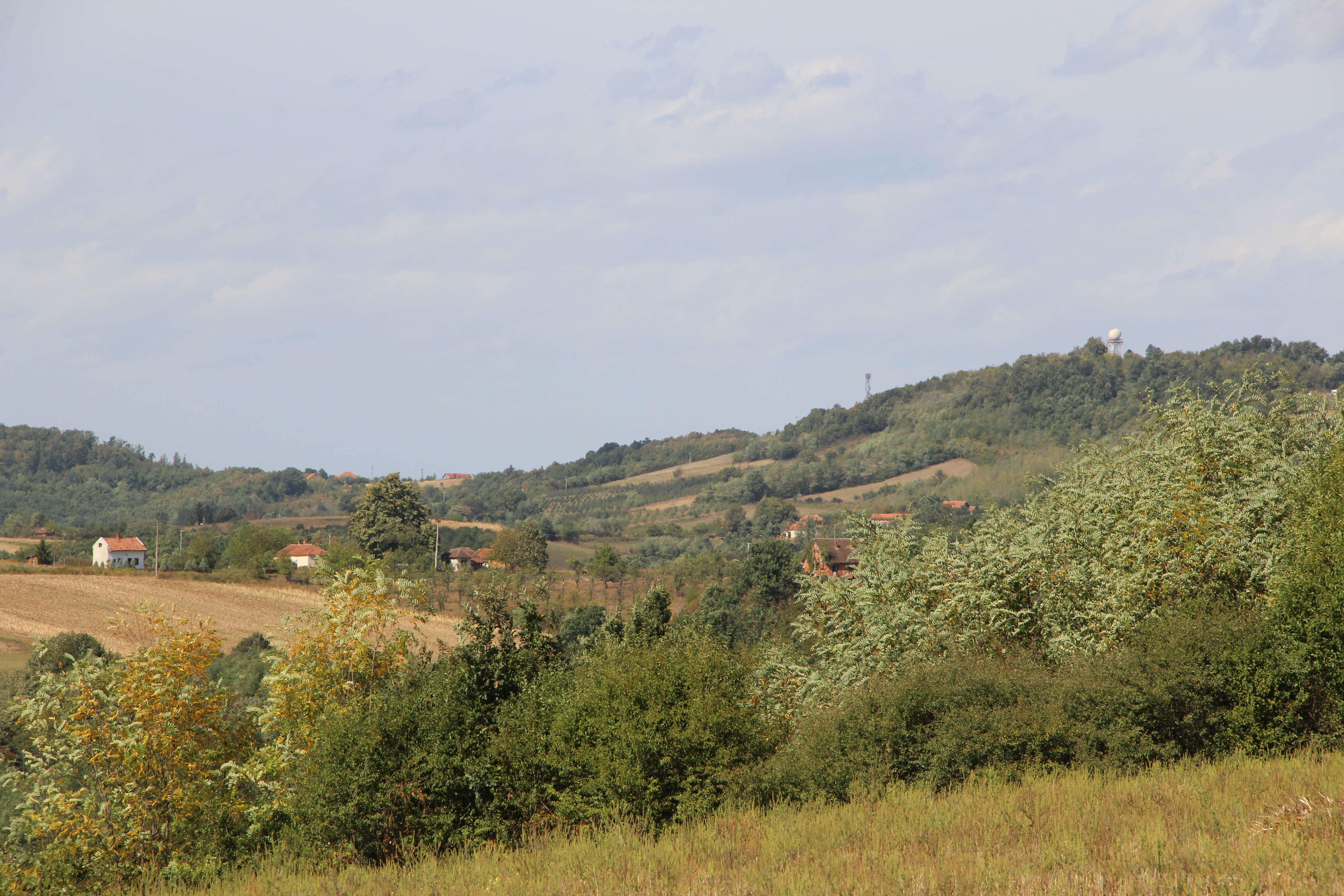
Blizonje - Panorama
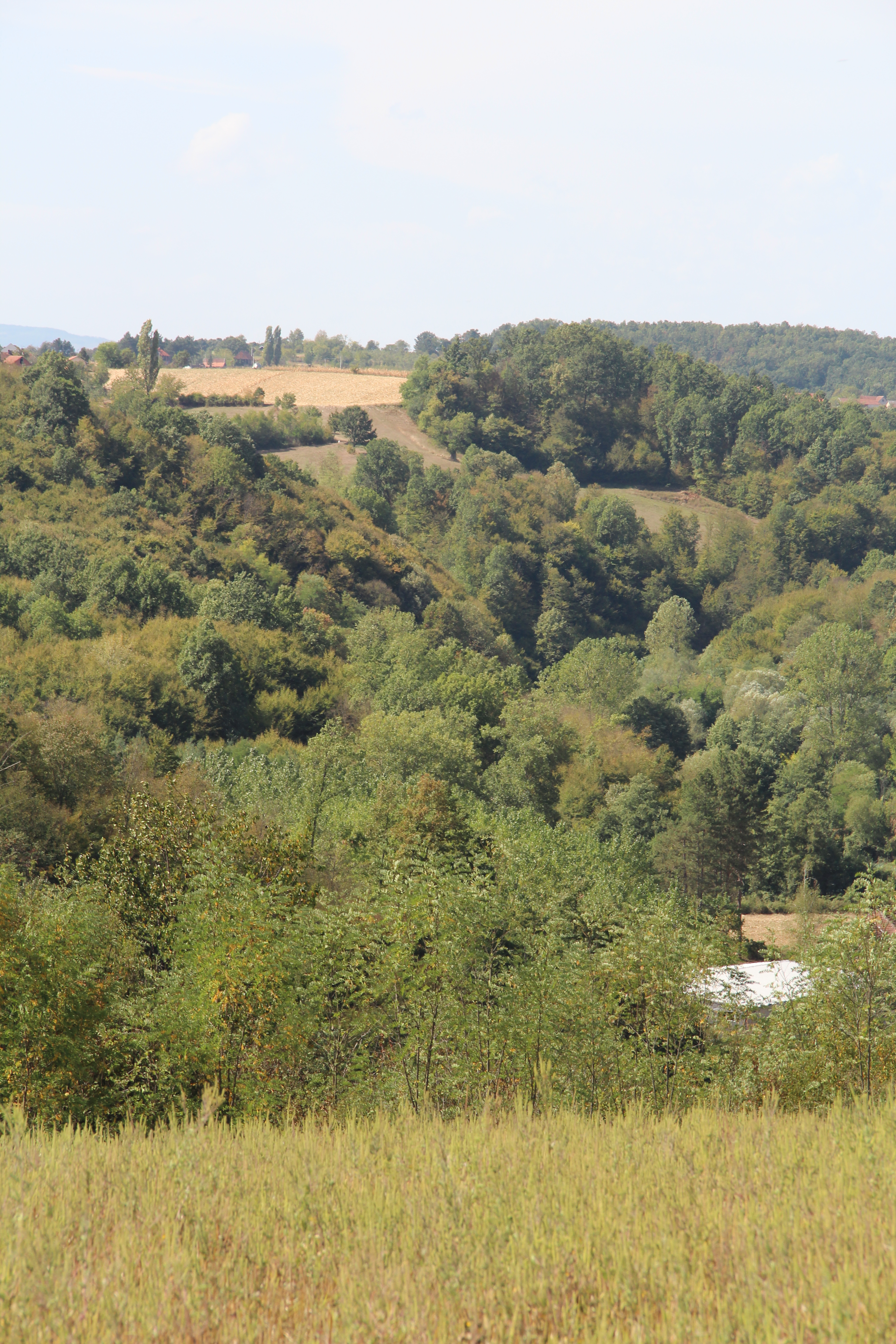
Blizonje - Panorama
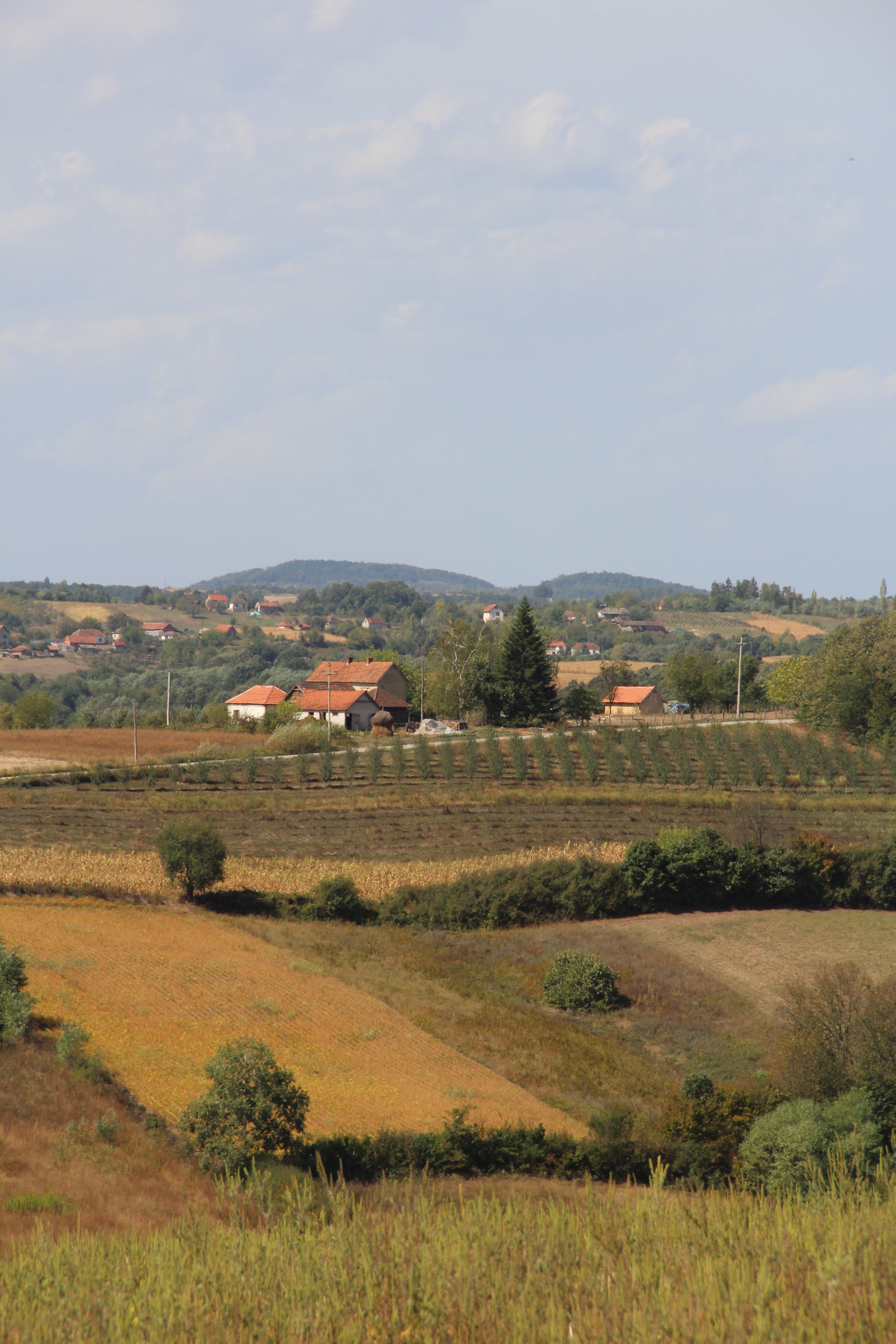
Blizonje - Panorama
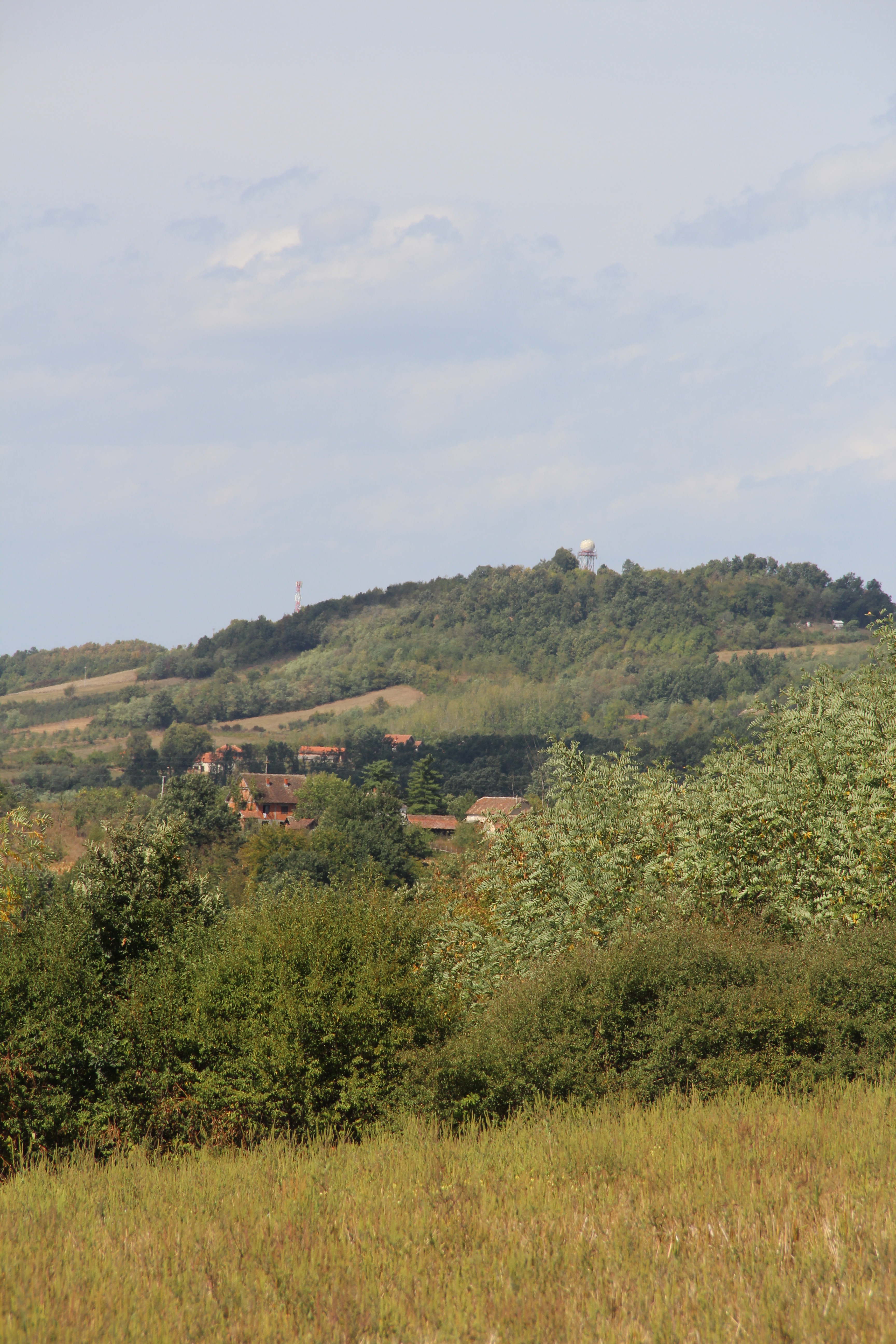
Blizonje - Panorama

## Demografia
| 1948 | 1953 | 1961 | 1971 | 1981 | 1991 | 2002 | 2011 |
| ---- | ---- | ---- | ---- | ---- | ---- | ---- | ---- |
| 394  | 396  | 401  | 363  | 338  | 372  | 281  | 293  |